# Japanse roest
De Japanse roest (Puccinia horiana) is een soort schimmel in de familie Pucciniaceae. Het behoort tot de biotrofe parasieten. Het is een ziekte van plantensoorten in het geslacht Chrysanthemum. Het veroorzaakt witte roest op chrysanten.

## Kenmerken
Telia worden gevormd op beide oppervlakken van het blad. Ze hebben een diameter van 2-4 mm en variëren van wit tot roze-reekleurig. Teliosporen op steeltjes tot 45 mm lang, bleekgeel, langwerpig tot elliptisch-knotvormig, tweecellig, bij het septum iets versmald. Ze zijn 30-45 × 13-17 µm groot, met wanden van 1-2 µm dik aan de zijkanten en 4-9 µm dik aan de top. De basidiosporen, hyaliene, breed elliptisch tot spoelvormig, licht gebogen, met afmetingen 7–14 × 5–9 µm.

## Verspreiding
De Japanse roest komt het in Nederland uiterst zeldzaam voor. 